# Sezona
Sezona nebo zastarale[zdroj?] sezóna je část roku, časový úsek příhodný pro nějakou činnost, časový úsek, ve kterém se něco koná.
Příklady: divadelní sezona, dostihová sezona, lázeňská sezona, letní sezona, lovecká sezona, lyžařská sezona, plesová sezona, rybářská sezona, sezona dovolených, topná sezona (v Česku trvá od srpna do května v závislosti na proměnách teplot), zimní sezóna.
V přeneseném významu mrtvá sezona, okurková sezona – (letní) období chudé na zajímavé události.